# Milíčovice
Milíčovice (en allemand : Milleschitz) est une commune du district de Znojmo, dans la région de Moravie-du-Sud, en République tchèque. Sa population s'élevait à 199 habitants en 2020.

## Géographie
Milíčovice se trouve à 10 km à l'ouest-nord-ouest de Znojmo, à 60 km au sud-ouest de Brno et à 171 km au sud-est de Prague.
La commune est limitée par Olbramkostel au nord, par Žerůtky à l'est, par Citonice au sud-est, par Bezkov au sud, et par Horní Břečkov et Vracovice à l'ouest.

## Histoire
La première mention écrite de la localité date de 1349.

## Transports
Par la route, Milíčovice se trouve à 11 km de Znojmo, à 78 km de Brno et à 199 km de Prague.